# Нетфен
Нетфен (нім. Netphen) — місто в Німеччині, знаходиться в землі Північний Рейн-Вестфалія. Підпорядковується адміністративному округу Арнсберг. Входить до складу району Зіген-Віттгенштайн.
Площа — 137,39 км2. Населення становить 23 033 ос. (станом на 31 грудня 2020).